# Stipa akseirica
Stipa akseirica är en gräsart som beskrevs av Kotukhov. Stipa akseirica ingår i släktet fjädergrässläktet, och familjen gräs. Inga underarter finns listade i Catalogue of Life.